# قودريدش سيمونارتورتيش
قودريدش سيمونارتورتيش (بالآيسلندية: Guðríður Símonardóttir)‏ (1598 - 18 ديسمبر 1682) كانت امرأة آيسلندية وواحدة من 242 شخص أختطفوا من قبل قراصنة بربر أثناء غارتهم على يستمان في آيسلندا في عام 1627. قضت ما يقرب من 10 سنوات كجارية قبل ان يدفع فديتها كريستيان الرابع ملك الدنمارك والنرويج.